# Епитафи на Малој Короњи у Дучаловићима
Епитафи на Малој Короњи у Дучаловићима чине епиграфска сведочанства на малом гробљу у близини Манастира Сретење у Дучаловићима, Општина Лучани.

## Гробље на Малој Короњи
Локалитет Мала Короња налази се на северозападној падини Овчара. Назив је добио по легенди везаној за оснивање Манастира Сретење. Ово је једно од најмањих дучаловичких гробаља, са неколико споменика „пирамидаша” из прве половине 20. века, једним безименим надгробником и неколико старијих гробница.

## Епитафи
Споменик Добросаву Радојичићу (†1928)
Овде почива тело
ђака Ман. св. Сретењско монашке школе
Добросава Радојичића из Дучаловића
рођ. 20-Х-1908 г. а упокоји се 17.III 1928 год.
Спомен подиже Управа Манас. св. Сретења у 1948

Споменик Мијодрага Пејовића (†1945)
Овде почива тело
Мијодрага Пејовића из ...
поживи 14 г. упокоји се
1945 г. ...

Споменик Браниславу Мишићу (†1947)
Овде почива тело
Бранислава Мишића из Војилова
срез Голубачки
поживе 18 г.
упокоји се приликом посете
Манастира св. Преображења
28-III-1947 г.
Спомен подигоше отац Милан и мати Јевросима